# Impatiens glandulifera
La balsamina glandulífera (Impatiens glandulifera) és una gran planta anual originària de l'Himàlaia. És la planta anual més alta d'Europa.
Va ser introduïda a Europa el 1839 com a planta ornamental però aviat va escapar dels jardins i pul·lula, sobretot, als boscs de ribera i en altres zones humides, on elimina la flora local. A Occident es considera una espècie invasora. Pot accelerar l'erosió de les ribes, perquè té arrels poc profunds i ofega les herbes i altres plantes baixes, que sí que fixen la terra a l'hivern i la primavera, quan el cabal és superior. Per les seves flors més grans i vistoses, i per la seva producció de nèctar superior, pot modificar l'activitat dels pol·linitzadors i guanyar en la competició amb espècies natives.
El seu nom impatiens es refereix al comportament de les llavors i glandulifera prové del llatí glans, «glàndula» i el sufix -ferus, -fera, -ferum, «que porta».

## Descripció i hàbitat
És un teròfit que floreix de juny a octubre. El seu hàbitat són zones humides i riberes. La tija ateny entre un i dos metres, les fulles de forma lanceolada fan entre 5 i 23 centímetres. La tija és d'un verd suau amb traces vermelles. Les fulles triturades tenen un olor de resclum molt fort. Sota la tija de les fulles hi ha glàndules que donen un nèctar vescós, dolç i comestible. Les flors són de color rosa. A Catalunya s'ha naturalitzat al nord a la vall del Tet i més recentment al sud a la vall del Ter.
Les llavors verdes, les tiges joves i fulles joves són totes comestibles. Les flors s'utilitzen per fer confitura o gelats. L'ús culinari més freqüent podria ser un factor de control de la planta prolífica. Els llavors fan entre 20 a 30 mm de llargada i uns 8 mm d'amplada es reparteixen per dehiscència fins a uns set metres.
- Impatiens glandulifera dispersa les llavors (vídeo)
- Fulles
- Glàndules
- Pont de corda al Tarpenbek-Ost, envaït per Impatiens glandulifera

## Control
És una planta molt prolífica: cada individu madur produeix unes 2.500 llavors, i en explosar la càpsula pot ejectar-les fins a uns set metres. És quasi impossible eliminar-la una vegada que floreix i porta llavors, sense dispersar-la més i augmentar la plaga. Val més segar o utilitzar plaguicides abans de la floració. Per sort les llavors no tenen capacitat de sobreviure gaire temps, la qual cosa permet eliminar la plaga en dos o tres anys. Després d'accions per eliminar una altra espècie invasora que comparteix el mateix hàbitat, la Reynoutria japonica, s'ha de vetllar perquè l'espai no sigui recolonitzat per la impatiens glandulifera.